# Allentown (Florida)
Allentown es un lugar designado por el censo ubicado en el condado de Santa Rosa en el estado estadounidense de Florida. En el Censo de 2010 tenía una población de 894 habitantes y una densidad poblacional de 11,33 personas por km².

## Geografía
Allentown se encuentra ubicado en las coordenadas 30°46′14″N 87°5′4″O / 30.77056, -87.08444. Según la Oficina del Censo de los Estados Unidos, Allentown tiene una superficie total de 78.89 km², de la cual 78.3 km² corresponden a tierra firme y (0.74%) 0.59 km² es agua.

## Demografía
Según el censo de 2010, había 894 personas residiendo en Allentown. La densidad de población era de 11,33 hab./km². De los 894 habitantes, Allentown estaba compuesto por el 93.4% blancos, el 1.79% eran afroamericanos, el 1.79% eran amerindios, el 0.34% eran asiáticos, el 0% eran isleños del Pacífico, el 0.56% eran de otras razas y el 2.13% pertenecían a dos o más razas. Del total de la población el 1.9% eran hispanos o latinos de cualquier raza.